# Erwin Tschentscher

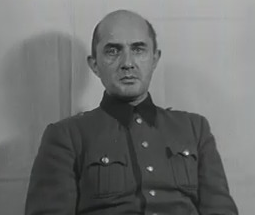
Tschentscher während der Nürnberger Prozesse. Aufnahme von Januar 1947.

Erwin Tschentscher (* 11. Februar 1903 in Berlin; † 12. Juli 1972 in Mengeringhausen) war ein deutscher SS-Führer in der Organisation des SS-Wirtschafts-Verwaltungshauptamts.

## Leben
Tschentscher beendete seine Schulzeit 1919 und arbeitete nach einer Banklehre als Bankkaufmann bei der Reichshauptbank Berlin.
Er trat am 1. Dezember 1928 in die NSDAP (Mitgliedsnummer 102.547) ein. Am 1. Mai 1930 wurde er Mitglied der SS (SS-Nr. 2.447). Er war von 1935 bis 1940 hauptamtlich Verwaltungsführer des SS-Oberabschnitts Fulda-Werra unter dem Höheren SS- und Polizeiführer Josias zu Waldeck und Pyrmont.
Am 1. Oktober 1939 wurde er als Standartenführer in die Waffen-SS aufgenommen. Ab dem 30. November 1940 war er Heinz Fanslau in der Division „Wiking“ der Waffen-SS unterstellt. Bis Ende 1941 nahm er als Bataillonschef eines Versorgungsbataillons am Krieg gegen die Sowjetunion teil. Eine direkte Mittäterschaft an den Morden der Einsatzgruppen konnte ihm nicht nachgewiesen werden. Laut Urteilsspruch hat er im Bataillonsunterricht die SS-Soldaten mit Aussagen über die angebliche Minderwertigkeit der jüdischen Rasse geschult. Zwischenzeitlich war Tschentscher ab Anfang 1942 Verwaltungsleiter in Obersalzberg und war danach als Divisions- und Korpsintendant tätig.
Am 1. Oktober 1943 wurde er Leiter des Amts B I für Verpflegungswirtschaft im SS-Wirtschafts-Verwaltungshauptamt unter Georg Lörner, dem Chef der Amtsgruppe B – Wirtschaftsunternehmen. Zudem wurde Tschentscher Lörners Stellvertreter. Tschentscher steuerte die Versorgung von etwa einer Million Soldaten der Waffen-SS und 20 bis 30.000 Wachmannschaften der Konzentrationslager. Nach eigener Aussage war er nicht verantwortlich für die Ernährungssituation der Häftlinge in den Konzentrationslagern der SS. Andererseits konnte er im November 1943 nach einer Inspektion des Konzentrationslagers Dora – unter der Leitung von Hans Kammler mit Hermann Pister, dem Lagerkommandanten des KZ Buchenwald, Otto Förschner, dem Kommandanten von Dora, dem Lagerarzt Gerhard Schiedlausky und dem Verwaltungsführer Otto Barnewald – umgehend für eine Verbesserung der Situation sorgen, um so die Arbeitsleistung der KZ-Häftlinge zu steigern. Sein Wissen um die Zustände in den Konzentrationslagern und seine Einflussmöglichkeiten waren demnach größer als von ihm behauptet.

## Nach Kriegsende
Nach seiner Festnahme wurde Tschentscher inhaftiert und im Rahmen der Nürnberger Prozesse angeklagt. Im Prozess gegen das Wirtschafts-Verwaltungshauptamt der SS, der wegen der Anklage gegen den Leiter des SS-Wirtschafts- und Verwaltungshauptamtes Oswald Pohl Pohl-Prozess genannt wurde, wurde Tschentscher am 3. November 1947 zu zehn Jahren Haft verurteilt. Sein Verteidiger war Hans Pribilla. Tschentscher wurde in den Anklagepunkten Kriegsverbrechen, Verbrechen gegen die Menschlichkeit und der Mitgliedschaft in verbrecherischen Organisationen für schuldig befunden, da ihm die inhumane Versorgungs- und Ernährungslage der KZ-Häftlinge bekannt war und er durch administrative und organisatorische Tätigkeiten an diesen Zuständen in Konzentrationslagern mitbeteiligt war. Aus dem Kriegsverbrechergefängnis Landsberg wurde er am 3. Februar 1951 entlassen. Er zog Mitte der 1960er Jahre von Duisburg nach Arolsen-Mengeringhausen, wohin während des Zweiten Weltkriegs die SS-Führerschule des Wirtschafts-Verwaltungsdienstes verlegt worden war.